# Strada della Fratellanza

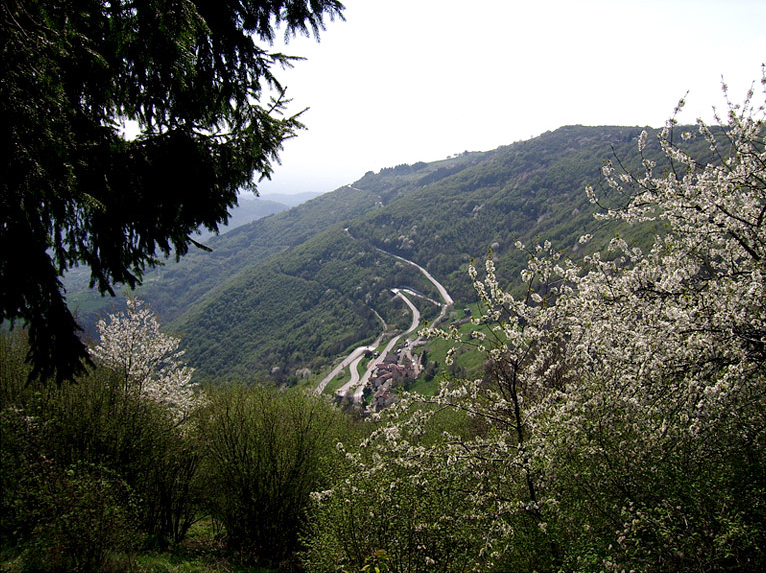
Strada della Fratellanza tra gli abitati di Pradipaldo e di Tortima.

È detta strada della Fratellanza la strada provinciale 72 di Vicenza, che unisce simbolicamente (donde il nome) le città di Bassano del Grappa e di Asiago.

## Storia
L'idea di costruire una strada che collegasse l'altopiano alla pianura risale alla seconda metà dell'Ottocento, ma fu lo scoppio della prima guerra mondiale ad accelerarne le operazioni di realizzazione. La strada, nel tratto compreso tra gli abitati di Marsan e di Tortima, venne quindi costruita nel 1916 dal genio militare italiano. Nel 1957 venne allargata ed asfaltata per la prima volta. Rispetto al tracciato originario, oggi non viene più percorso il vecchio tratto a serpentina tra Conco di Sopra e Casa Fratte, ma la strada collega queste due località con un solo tornante all'altezza di località Lebele.

## Tracciato
La strada parte dalla località Marsan di Marostica, nascendo come laterale della SP 248 Schiavonesca-Marosticana, e termina proprio ad Asiago. In 39,036 km si coprono circa 900 metri di dislivello percorrendo inoltre, nel primo tratto, 14 tornanti.

L'arteria, per volume di traffico, assieme al Costo di Asiago è la principale via di collegamento tra l'altopiano e la pianura.
Nel tratto compreso tra le frazioni di San Michele di Bassano del Grappa e di Bocchetta di Conco la strada è a carattere panoramico, offrendo un'ampia visuale sulla sottostante pianura veneta.
Tali caratteri panoramici sono citati dal britannico Hugh Dalton e da Arturo Stanghellini nella loro memorialistica della prima guerra mondiale. 
La strada rimane tuttora piuttosto stretta e negli ultimi anni è stata sottoposta ad un'opera di manutenzione per ridurre il rischio di smottamenti e per allargare la sede stradale in alcuni tratti critici dal punto di vista viario.
Nei pressi della frazione di San Michele di Bassano del Grappa, all'altezza del primo tornante, la SP 72 interseca la strada comunale di Marostica denominata salita della Rosina, più volte percorsa da tappe del Giro d'Italia e dove si trova anche la chiesetta dedicata alla Madonna del Ciclista. Gli stessi tratti sono inoltre parte del tracciato conclusivo della Veneto Classic.
All'altezza di Fontanelle di Lusiana Conco interseca la SP71 "strada del Rameston".